# Колокольня Старо-Голутвина монастыря
Колокольня Старо-Голутвина монастыря — колокольня на территории Старо-Голутвина монастыря в городе Коломне Московской области.
Адрес: Московская область, город Коломна, улица Голутвинская, 11.

## История
Старо-Голутвин монастырь был основан около 1374 года Сергием Радонежским по заказу Дмитрия Донского. Существующий архитектурный ансамбль создан в XVIII — первой половине XIX века. Колокольня над Святыми вратами была сооружена в конце XVIII века.
Колокольня была заложена при архимандрите Варлааме, который был настоятелем монастыря с 1796 года. Первоначально она была трёхъярусной в стиле зрелого классицизма. Верхний ярус перестраивался позднее. Её здание построено из кирпича, колонны и карнизы белокаменные. В 1799 году Коломенская епархия была упразднена. Возведение колокольни было завершено в 1809 году. После 1845 года её пятый ярус перестроили — он стал восьмигранным. Над воротами поместили икону Богоявления.
Во втором ярусе колокольни в 1811 году был устроен Введенский надвратный домовой храм. К колокольне впоследствии пристроили кирпичный Введенский (Восточный) корпус, на втором этаже которого разместились архиерейские палаты, примыкающие к храму, и покои игумена.
Старо-Голутвин монастырь был закрыт в 1929 году, когда началась советская волна гонений на церковь. С колокольни был сброшен главный колокол, причём, чтобы это осуществить, понадобилось частично выбить стену яруса. При падении, колоколом был повреждён карниз нижележащего яруса колокольни.
К настоящему времени полностью отреставрирован храм преподобного Сергия с примыкающим настоятельским корпусом, восстановлена колокольня с надвратной Введенской церковью, а также западный и восточный братские корпуса, которые используются для нужд расположенной в стенах обители Коломенской духовной семинарии.